# Kirche Kölln

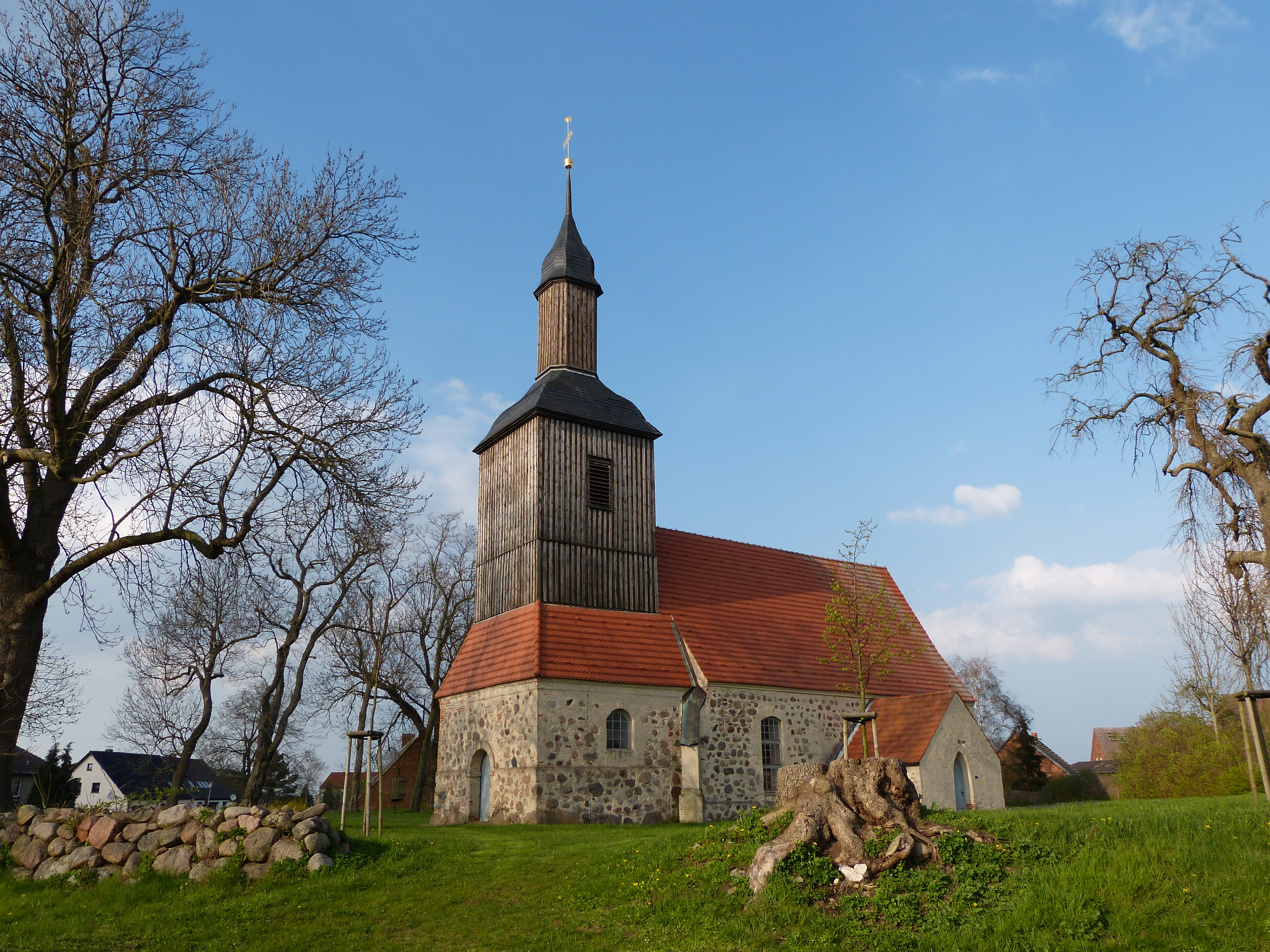
Kirche Kölln

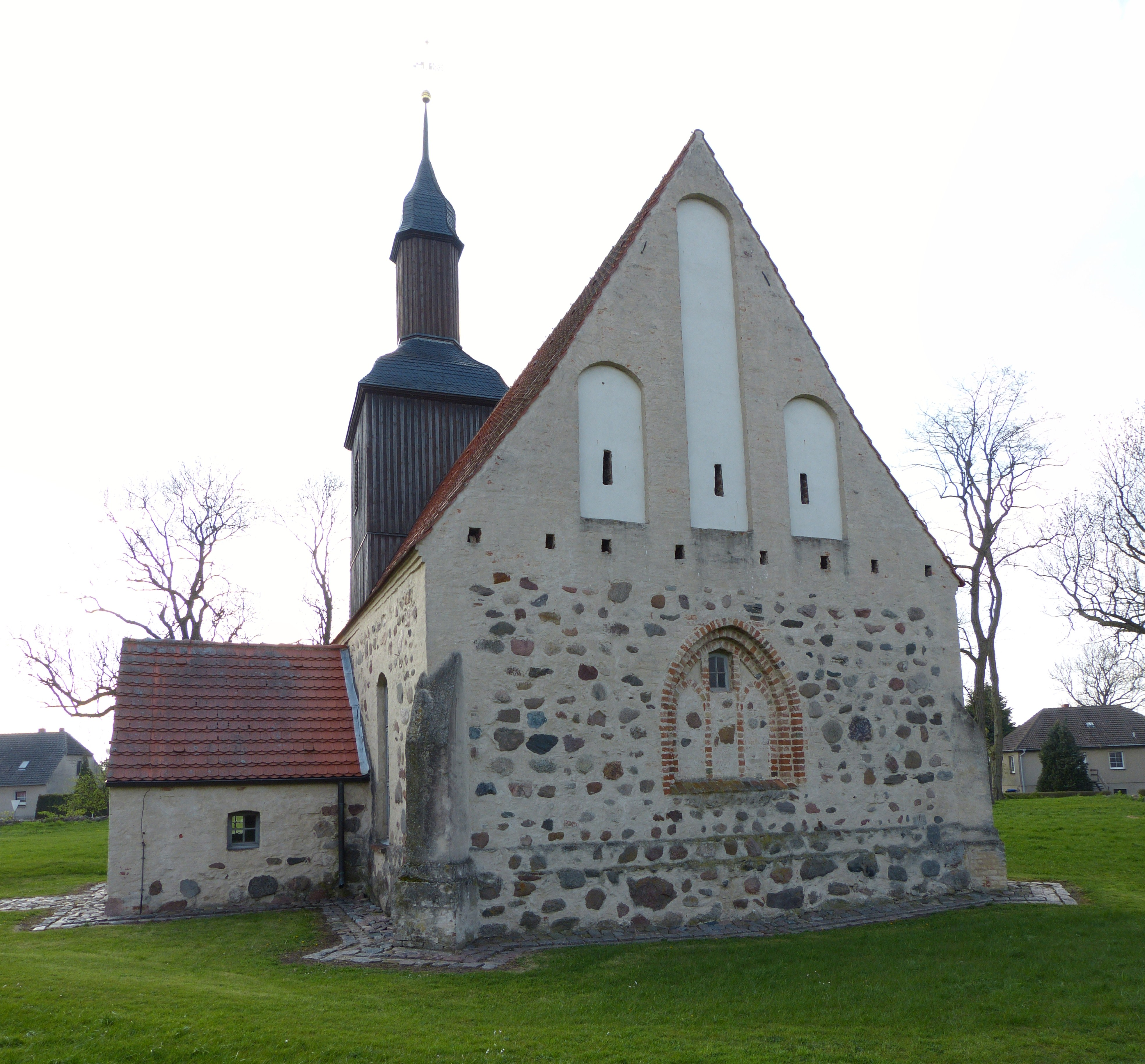
Ostgiebel

Die Kirche Kölln ist ein Kirchengebäude im Ortsteil Kölln der Gemeinde Werder  im Landkreis Mecklenburgische Seenplatte. Sie gehört zur Kirchengemeinde Siedenbollentin in der Propstei Demmin im Pommerschen Evangelischen Kirchenkreis der Evangelisch-Lutherischen Kirche in Norddeutschland.

## Architektur
Die Kirche wurde im 15./16. Jahrhundert aus Feldstein errichtet. Das spitzbogige Südportal befindet sich innerhalb des Anbaus und ist mit viermal abgestuftem Backsteingewände profiliert.
Der Kirchturm besteht im Untergeschoss aus Feldstein, das obere Geschoss wurde in der ersten Hälfte des 18. Jahrhunderts als Fachwerk ergänzt und mit Brettern verblendet. Eine barocke Haube, deren Laterne nicht durchbrochen ist, schließt den Turm nach oben ab.

## Innenausstattung
Der gotische Schnitzaltar stammt wahrscheinlich aus der Erbauungszeit der Kirche und hat eine barocke Einfassung. In der Mitte des Triptychons stehen Anna, Maria mit dem Kind und Nikolaus von Myra. In beiden Seitenflügeln befinden sich jeweils sechs geschnitzte Figuren von Märtyrern und Heiligen. Die Rückseite der Flügel zeigte Darstellungen von Passionsszenen, bevor diese im 18. Jahrhundert wie die Predella übermalt wurden. Die Altarschranken stammen aus der ersten Hälfte des 17. Jahrhunderts.
Die Kanzel ist von 1562, das Kirchengestühl von 1569, der Taufständer wurde 1662 gestiftet.
Auf der Orgelempore sind Tafelgemälde aus dem 18. Jahrhundert mit Darstellungen von Jesus Christus und den Aposteln aufgetragen. Eine Orgel wurde in der ersten Hälfte des 18. Jahrhunderts gebaut, in deren Prospekt setzte Ernst Sauer 1856 ein neues Werk. Die jetzige Orgel wurde 1904 von Barnim Grüneberg als Opus 479 gebaut und hat zwei Manuale mit Pedal und acht Register.
Die Kirchenglocke wurde 1873 gegossen.
Wegen des schlechten baulichen Zustands, es bestand Einsturzgefahr, musste die Kirche zwischen 1991 und 1994 vollständig restauriert werden.